# Gerardo Salas Arjona
Gerardo Ernesto Salas Arjona (Bailadores, 20 de octubre de 1966) es un sacerdote y teólogo católico venezolano, actual obispo de Acarigua-Araure .

## Biografía
Gerardo Ernesto nació el 20 de octubre de 1966, en la localidad venezolana de Bailadores (Estado Mérida).
Realizó su formación primaria en la Escuela Básica Tulio Febres Cordero, de su pueblo natal, y la secundaria, en el Seminario Menor de Mérida.
Estudió Filosofía y Teología en el Seminario Mayor de Mérida.
En 1996, fue enviado a Italia para continuar sus estudios, donde obtuvo la licenciatura de Teología en 1998, en el Istituto di Liturgia Pastorale Santa Giustina de Padua.

### Sacerdocio
Su ordenación sacerdotal fue el 22 de agosto de 1992, para la Arquidiócesis de Mérida.
Como sacerdote desempeñó los siguientes ministerios:
- Párroco del Espíritu Santo de Ejido (1992-1994; 1995-1996).
- Formador en el Seminario de Mérida (1994-1995).
- Formador y Director Académico en el Seminario de Mérida (1998-1999).
- Párroco de San Buenaventura, Matriz – Ejido (1998-2007).
- Párroco de Santiago Apóstol de La Punta (2007-2013).[4]
- Párroco de San Miguel Arcángel de El Llano (2013-2015).
- Párroco de Ntra. Sra. del Rosario, Mérida (2015-2016).
- Asistente del Movimiento Cursillos de Cristiandad (1993-2003).
- Director Espiritual del Movimiento Cursillos de Cristiandad (desde 2003).[5]
- Subsecretario de la Conferencia Episcopal de Venezuela (desde el 2016).

### Episcopado
El 22 de agosto de 2022, el papa Francisco lo nombró III Obispo de Acarigua-Araure; mismo día en que cumplía 30 años años de vida sacerdotal.
Recibió la Ordenación Episcopal el 5 de noviembre de 2022, por Imposición de Manos y Oración Consecratoria del Cardenal Baltazar Enrique Porras Cardozo, Arzobispo de Mérida y Administrador Apostólico de Caracas, como consagrante principal. Los obispos co-consagrantes fueron Jesús González de Zárate Salas, Arzobispo de Cumaná y Presidente de la CEV; Víctor Hugo Basabe, Obispo de San Felipe y Administrador Apostólico de Barquisimeto; Juan de Dios Peña Rojas, Obispo de El Vigía-San Carlos del Zulia, y Juan Carlos Bravo Salazar, Obispo de Petare.
Tomó posesión canónica de la Sede Episcopal de la Diócesis de Acarigua-Araure el mismo día de su Ordenación Episcopal.